# Subprefettura di Vila Prudente
La Subprefettura di Vila Prudente è una subprefettura (subprefeitura) della zona centrale della città di San Paolo in Brasile, situata nella zona amministrativa Sudest.

## Distretti
- Vila Prudente
- Sapopemba
- São Lucas